# Lee Van Cleef
Clarence Leroy (Lee) Van Cleef jr.  (Somerville (New Jersey), 9 januari 1925 - Oxnard (Californië), 16 december 1989) was een Amerikaans acteur van Nederlandse afstamming die vooral in westerns te zien was. Door zijn lange, magere postuur en zijn karakteristieke gezicht speelde hij vaak duistere, mysterieuze personages. Vaak werd hij gecast als slechterik of antiheld.
Van Cleef werd het beroemdst door zijn rollen in spaghettiwesterns. Zo speelde hij met Clint Eastwood in For a Few Dollars More (1965) en The Good, the Bad and the Ugly (1966). Ook was hij te zien in The Big Gundown (1967), Death Rides a Horse (1968) en Sabata (1970).

## Biografie
Lee Van Cleef werd in 1925 geboren in Somerville (New Jersey). Tijdens de Tweede Wereldoorlog werkte hij als dienstplichtig matroos op een oorlogsschip van de US Navy, waarmee hij diende in de Middellandse Zee. Na de oorlog was hij een aantal jaren actief als boekhouder en accountant.
Lee van Cleef kreeg interesse in het acteerwerk en verhuisde naar Hollywood om daar in films te gaan spelen. In 1953 had hij zijn eerste rol als een van de drie bandieten die Gary Cooper staan op te wachten in de westernklassieker High Noon. Deze film was meteen een enorm succes en wordt nu beschouwd als een van de beste westerns ooit gemaakt. Helaas voor Van Cleef zorgde de film niet voor zijn grote doorbraak. De daarop volgende jaren verliepen zeer moeizaam: hij sleepte zich voort van auditie naar auditie, werd telkens weer afgewezen en moest genoegen nemen met bijrolletjes in B-films. Alleen in 1963 had hij een noemenswaardige bijrol in de westernklassieker The Man Who Shot Liberty Valance. Deze film van John Ford, met sterren als John Wayne, James Stewart en Lee Marvin in de hoofdrollen, was een groot succes maar zorgde niet voor een grote doorbraak.
Midden jaren 60 had hij bijna zijn acteercarrière opgegeven totdat hem gevraagd werd  of hij auditie wilde doen voor For a Few Dollars More van Sergio Leone. Leone had in de jaren 50 meegeholpen met de opnames van High Noon en was Lee van Cleef altijd blijven onthouden. Aanvankelijk had Leone filmster Lee Marvin voor de hoofdrol in gedachten, maar toen deze te veel geld vroeg moest Leone op zoek gaan naar een goedkopere en dus onbekendere acteur. For A Few Dollars More werd een wereldwijd succes en maakte Van Cleef in een klap wereldberoemd.
In de daaropvolgende jaren speelde Van Cleef in de ene spaghettiwestern na de andere. Hij maakte soms wel vier films per jaar. Van Cleef speelde eigenlijk altijd dezelfde soort rol: een sluwe, mysterieuze, koele en berekenende revolverheld. Vaak was zijn personage door de wol geverfd en werd dit personage gekoppeld aan een minder ervaren personage. Dat de spaghettiwestern in de jaren 70 uit de gratie raakte was voor Van Cleef geen probleem: hij verlegde zijn werkveld naar actie-, oorlogs- en gangsterfilms. Sporadisch dook hij ook in horror- en sciencefictionfilms op. Vrijwel altijd waren deze films van Europese en dan vaak Italiaanse makelij.
In 1982 speelde hij zijn laatste grote rol in de sciencefictioncultfilm Escape from New York. De regisseur van deze film, John Carpenter, had hem speciaal gevraagd omdat hij een fan van spaghettiwesterns was. De laatste jaren van zijn carrière acteerde Van Cleef in de tv-serie The Master, waarin hij een ninjameester speelde. In 1989 speelde hij zijn laatste rol in Speed Zone.
Van Cleef speelde voornamelijk in B-films en is nooit doorgebroken als superster in Hollywood. Desondanks zijn veel van zijn films uitgegroeid tot cultklassiekers en Van Cleefs memorabele rollen zijn legendarisch geworden. Van Cleef heeft de status van cult-acteur en heeft nog steeds een grote schare cult-fans. Hij stierf op 64-jarige leeftijd aan een hartaanval en ligt begraven op Forest Lawn in de Hollywood Hills. Ten tijde van zijn dood was hij getrouwd met Barbara Havelone, met wie hij in 1976 trouwde. Van Cleef was twee keer eerder getrouwd geweest en had drie kinderen uit zijn eerste huwelijk.

## Lucky Luke
In Lucky Luke en de Premiejager, een strip van Morris, gebruikte de toenmalige scenarioschrijver René Goscinny de figuur van Lee Van Cleef als model voor de premiejager Elliot Belt.

## Filmografie (selectie)
- High Noon (1952) - Jack Colby

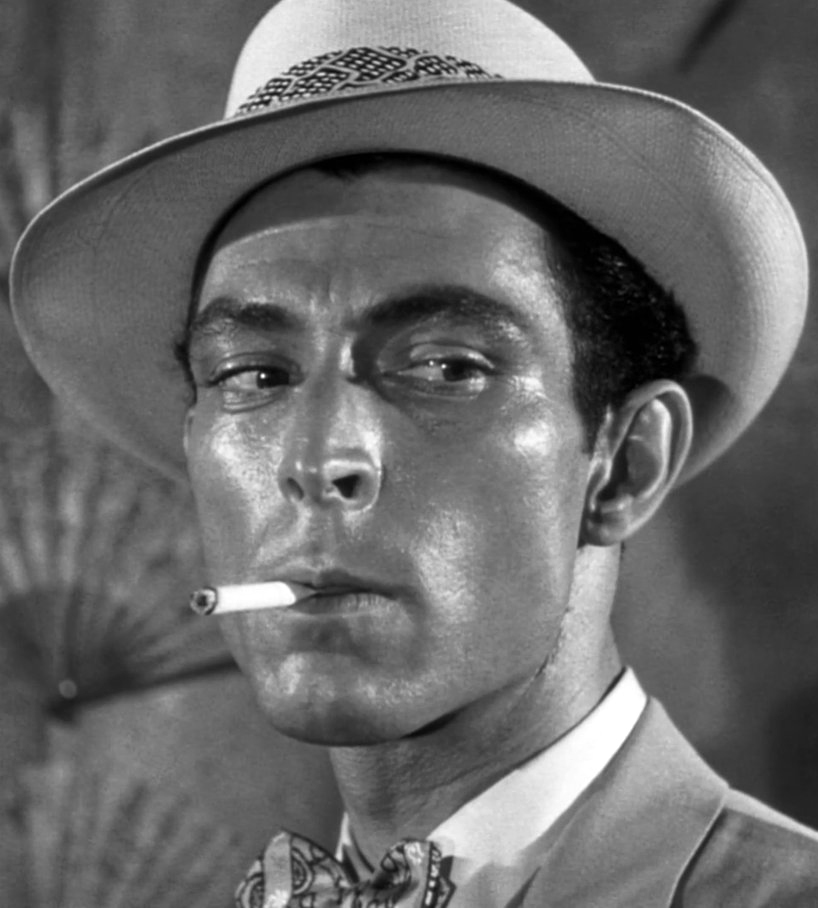
Lee Van Cleef in de film Kansas City Confidential (1952)

- Untamed Frontier (1952) - Dave Chittun
- Space Patrol Televisieserie - Loren (Afl., Threat of the Thormanoids, 1952)
- Sky King Televisieserie - Mark (Afl., Formula for Fear, 1952)
- Kansas City Confidential (1952) - Tony Romano
- Space Patrol Televisieserie - Herrick (Afl., Derelict Space Station, 1952)
- The Range Rider Televisieserie - Rol onbekend (Afl., Outlaw's Double, 1952|Greed Rides the Range, 1952)
- The Lone Ranger Televisieserie - Joe Singer (Afl., Desperado at Large, 1952)
- Space Patrol Televisieserie - Ward (Afl., Powerdive, 1952)
- Boston Blackie Televisieserie - Rol onbekend (Afl., Deep Six, 1952|101 Blonde, 1952|Inside Crime, 1952)
- The Range Rider Televisieserie - El Latigo (Afl., The Treasure of Santa Dolores, 1953)
- The Lawless Breed (1953) - Dirk Hanley
- Four Star Playhouse Televisieserie - Rol onbekend (Afl., Trail's End, 1953)
- The Bandits of Corsica (1953) - Nerva
- White Lightning (1953) - Brutus Allen
- Gypsy Colt (1953) - Hank
- The Lone Ranger Televisieserie - Bill Harper (Afl., The Brown Pony, 1953)
- The Beast from 20,000 Fathoms (1953) - Cpl. Stone
- Space Patrol Televisieserie - Lesser (Afl., The Man Who Stole a City, 1953)
- Arena (1953) - Smitty
- The Lone Ranger Televisieserie - Jango (Afl., Stage to Estacado, 1953)
- Vice Squad (1953) - Pete Monty
- Jack Slade (1953) - Tobey Mackay
- The Gene Autry Show Televisieserie - Hide, Outlaw (Afl., Rio Renegades, 1953)
- Big Town Televisieserie - Rol onbekend (Afl., The Stranger, 1953)
- The Nebraskan (1953) - Pvt. Reno Benton
- The Adventures of Kit Carson Televisieserie - Kirk Hadley (Afl., Law of Boot Hill, 1953)
- Private Eyes (1953) - Karl (Niet op aftiteling)
- Tumbleweed (1953) - Marv
- The Adventures of Kit Carson Televisieserie - Burt Tanner (Afl., Gunsmoke Justice, 1953)
- Waterfront Televisieserie - Rol onbekend (Afl., The Skipper's Day, 1954)
- Stories of the Century Televisieserie - Jesse James (Afl., Frank and Jesse James, 1954)
- Arrow in the Dust (1954) - Tillotsons handlanger
- Rails Into Laramie (1954) - Ace Winton
- The Yellow Tomahawk (1954) - Fireknife
- Cavalcade of America Televisieserie - Rol onbekend (Afl., The Tenderfoot, 1953|Duel at the O.K. Corral, 1954|The Skipper's Lady, 1954)
- Princess of the Nile (1954) - Hakar (Niet op aftiteling)
- The Desperado (1954) - The Crayton Twins, Paul/Buck
- Dawn at Soccoro (1954) - Earl Ferris
- The Gene Autry Show Televisieserie - Handlanger van Slender, met zwarte hoed (Afl., Outlaw Warning, 1954)
- The Adventures of Kit Carson Televisieserie - Major Farnsworth and Vance Howard (Afl., No Man's Law, 1954)
- The Adventures of Rin Tin Tin Televisieserie - Ed McCleod (Afl., Rin Tin Tin and the Raging River, 1954)
- The Adventures of Kit Carson Televisieserie - Sheriff Ned Jackson (Afl., Lost Treasure of the Panamints, 1953|The Missing Hacienda, 1954)
- Treasure of Ruby Hills (1955) - Frank Emmett
- Ten Wanted Men (1955) - Al Drucker
- The Big Combo (1955) - Fante
- Buffalo Bill, Jr. Televisieserie - John-O (Afl., Boomer's Blunder, 1955)
- Man Without a Star (1955) - Klein rolletje (Niet op aftiteling)
- TV Reader's Digest Televisieserie - Mike (Afl., How Charlie Faust Won a Pennant for the Giants, 1955)
- Annie Oakley Televisieserie - Tim Brennan (Afl., Annie Breaks an Alibi, 1955)
- City Detective Televisieserie - Hardtman (Afl., Man Down, Woman Screaming, 1955)
- Annie Oakley Televisieserie - Amos Belcher (Afl., Annie and the Higher Court, 1955)
- Buffalo Bill, Jr. Televisieserie - Rol onbekend (Afl., The Calico Kid, 1955)
- I Cover the Underworld (1955) - Flash Logan
- The Man Behind the Badge Televisieserie - Rol onbekend (Afl., The Case of the Desperate Moment, 1955)
- The Road to Denver (1955) - Pecos Larry
- The Naked Street (1955) - Harry Goldish (Niet op aftiteling)
- A Man Alone (1955) - Clanton (handlanger Stanley)
- The Vanishing American (1955) - Jay Lord
- The Adventures of Kit Carson Televisieserie - Rol onbekend (Afl., Incident at Wagontire, 1955)
- Brave Eagle Televisieserie - Rol onbekend (Afl., Shield of Honor, 1955)
- The Conqueror (1956) - Chepei
- Studio 57 Televisieserie - Tommy (Afl., Deadline, 1956)
- Tribute to a Bad Man (1956) - Fat Jones
- It Conquered the World (1956) - Dr. Tom Anderson
- Pardners (1956) - Gus
- The Ford Television Theatre Televisieserie - Stanley Perrin (Afl., Measure of Faith, 1956)
- Wire Service Televisieserie - Rol onbekend (Afl., The Night of August 7th, 1956)
- Schlitz Playhouse of Stars Televisieserie - Rol onbekend (Afl., Knave of Hearts, 1953|Four Things He'd Do, 1954|The Black Mate, 1954|Midnight Haul, 1954)
- Sheriff of Cochise Televisieserie - Hackett (Afl., Fire on Chiricahua Mountains, 1956)
- Crossroads Televisieserie - Rol onbekend (Afl., Sky Pilot of the Cumberlands, 1956)
- Accused of Murder (1956) - Police Sgt. Emmett Lackey
- The Quiet Gun (1957) - Doug Sadler
- Soldiers of Fortune Televisieserie - Sergeant Bucheroff (Afl., Guns for El Khadar, 1957)
- Tales of Wells Fargo Televisieserie - Cherokee Bob (Afl., Alder Gulch, 1957)
- Schlitz Playhouse of Stars Televisieserie - Cowboy (Afl., The Blue Hotel, 1957)
- The Badge of Marshal Brennan (1957) - Shad Donaphin
- China Gate (1957) - Maj. Cham
- Gunfight at the O.K. Corral (1957) - Ed Bailey
- The Last Stagecoach West (1957) - Steve Margolis
- The Lonely Man (1957) - Faro
- Joe Dakota (1957) - Adam Grant
- General Electric Theater Televisieserie - Rudabaugh (Afl., Thousand Dollar Gun, 1957)
- The Tin Star (1957) - Ed McGaffey
- Gun Battle at Monterey (1957) - Kirby
- Casey Jones Televisieserie - Mort Clio (Afl., A Badge for Casey, 1957)
- Raiders of Old California (1957) - Pardee (handlanger)
- Trackdown Televisieserie - Ben Fraser (Afl., The Town, 1957)
- Wagon Train Televisieserie - Rufe Beal (Afl., The Jesse Cowan Story, 1958)
- Day of the Bad Man (1958) - Jake Hayes
- Richard Diamond, Private Detective Televisieserie - Ed Murdock (Afl., Rodeo, 1958)
- The Young Lions (1958) - 1st Sgt. Rickett
- State Trooper Televisieserie - Frank Parnessa (Afl., 710 Hysteria Street, 1958)
- The Bravados (1958) - Alfonso Parral
- Zorro Televisieserie - Antonio Castillo (Afl., Welcome to Monterey, 1958)
- Colt .45 Televisieserie - Devery (Afl., Dead Reckoning, 1958)
- Frontier Doctor Televisieserie - Rol onbekend (Afl., The Great Stagecoach Robbery, 1958)
- Lawman Televisieserie - Walt Hawks (Afl., The Deputy, 1958)
- Machete (1958) - Miguel
- Guns, Girls, and Gangsters (1959) - Mike Bennett
- Northwest Passage Televisieserie - Frank Wade (Afl., The Fourth Brother, 1959)
- Lawman Televisieserie - Ned Scott (Afl., The Conclave, 1959)
- Ride Lonesome (1959) - Frank
- Cimarron City Televisieserie - Tom (Afl., The Town Is a Prisoner, 1959)
- Tombstone Territory Televisieserie - Sam Carver (Afl., Gun Hostage, 1959)
- Yancy Derringer Televisieserie - Ike Melton/Frank James (Afl., Outlaw at Liberty, 1959)
- The Rifleman Televisieserie - Dan Maury (Afl., The Deadly Wait, 1959)
- Dead or Alive Televisieserie - Jumbo Kane (Afl., The Hostage, 1959)
- Tombstone Territory Televisieserie - Rol onbekend (Afl., Payroll Robbery, 1959)
- The Real McCoys Televisieserie - Bewaker bij ingang (Afl., Grandpa Fights the Airforce, 1959)
- Riverboat Televisieserie - Luke Cragg (Afl., Strange Request, 1959)
- Law of the Plainsman Televisieserie - Tracey (Afl., Clear Title, 1959)
- The DuPont Show with June Allyson Televisieserie - Peak (Afl., Trial by Fear, 1960)
- Hotel de Paree Televisieserie - Rol onbekend (Afl., Sundance and the Man in Room Seven, 1960)
- The Alaskans Televisieserie - Roc (Afl., Peril at Caribou Crossing, 1960)
- The Untouchables Televisieserie - Frank Diamond (Afl., The Unhired Assassin: Part 1 & 2, 1960)
- Laramie Televisieserie - Wes Torrey (Afl., 45 Calibre, 1960)
- 77 Sunset Strip Televisieserie - Deek (Afl., Attic, 1960)
- Black Saddle Televisieserie - Frank Sando (Afl., The Cabin, 1960)
- The Rifleman Televisieserie - Stinger (Afl., The Prodigal, 1960)
- The Slowest Gun in the West (Televisiefilm, 1960) - Sam Bass
- The Deputy Televisieserie - Cherokee Kid (Afl., Palace of Chance, 1960)
- Mr. Lucky Televisieserie - Kruger (Afl., Dangerous Lady, 1960)
- Colt .45 Televisieserie - Red Feather (Afl., The Trespasser, 1960)
- Gunsmoke Televisieserie - Rad Meadows (Afl., Old Flame, 1960)
- Lawman Televisieserie - Rol onbekend (Afl., Man on a Mountain, 1960|The Return of Owny O'Reilly, 1960)
- Bonanza Televisieserie - Appling (Afl., The Blood Line, 1960)
- Hawaiian Eye Televisieserie - Manuel (Afl., The Stanhope Brand, 1961)
- Laramie Televisieserie - Dawson (Afl., Killer Odds, 1961)
- Maverick Televisieserie - Wolf (Afl., Red Dog, 1961)
- The Rifleman Televisieserie - Wicks (Afl., The Clarence Bibs Story, 1961)
- Stagecoach West Televisieserie - Lin Hyatt (Afl., Never Walk Alone, 1961)
- Posse from Hell (1961) - Leo
- Cheyenne Televisieserie - Deputy Sheriff Braden (Afl., Trouble Street, 1961)
- The Twilight Zone Televisieserie - Steinhart (Afl., The Grave, 1961)
- The Joey Bishop Show Televisieserie - Rol onbekend (Afl., Double Exposure, 1962)
- Bronco Televisieserie - Rol onbekend (Afl., Yankee Tornado, 1961|One Evening in Abilene, 1962)
- Have Gun - Will Travel Televisieserie - Corbin (Afl., The Treasure, 1962)
- The Man Who Shot Liberty Valance (1962) - Reese
- Ripcord Televisieserie - Henry Kane (Afl., Thoroughbred, 1962)
- Death Valley Days Televisieserie - Brogger (Afl., The Hat That Won the West, 1962)
- The Rifleman Televisieserie - Johnny Drako (Afl., Death Never Rides Alone, 1962)
- How the West Was Won (1962) - Rivierpiraat (Niet op aftiteling)
- Ripcord Televisieserie - Jack Martin (Afl., The Money Mine, 1963)
- The Dakotas Televisieserie - Slade Tucker (Afl., Thunder in Pleasant Valley, 1963)
- Laramie Televisieserie - Rol onbekend (Afl., Vengeance, 1963)
- Perry Mason Televisieserie - Edward Doyle (Afl., The Case of the Golden Oranges, 1963)
- The Dick Powell Show Televisieserie - Salty (Afl., Colossus, 1963)
- Have Gun - Will Travel Televisieserie - Golias (Afl., Face of a Shadow, 1963)
- Laramie Televisieserie - Caleb (Afl., The Stranger, 1963)
- 77 Sunset Strip Televisieserie - Majeski (Afl., 88 Bars, 1963)
- The Travels of Jaimie McPheeters Televisieserie - Raoul Volta (Afl., The Day of the Misfits, 1963)
- Rawhide Televisieserie - Fred Grant (Afl., The Enormous Fist, 1964)
- Destry Televisieserie - Ace Slater (Afl., Destry Had a Little Lamb, 1964)
- Rawhide Televisieserie - Deck Sommers (Afl., Piney, 1964)
- The Andy Griffith Show Televisieserie - Skip (Afl., Banjo-Playing Deputy, 1965)
- Gunsmoke Televisieserie - John Hooker (Afl., The Pariah, 1965)
- My Mother the Car Televisieserie - Nick Fitch (Afl., Burned at the Steak, 1965)
- For a Few Dollars More (1965) - Col. Douglas Mortimer
- Branded Televisieserie - Fred Slater (Afl., The Richest Man in Boot Hill, 1965)
- Branded Televisieserie - Charlie Yates (Afl., Call to Glory: Part 1, 2 & 3, 1966)
- Laredo Televisieserie - Mike Kelly (Afl., Quarter Past Eleven, 1966)
- La resa dei conti (1966) - Jonathan Corbett
- Gunsmoke Televisieserie - Ike Jeffords (Afl., My Father, My Son, 1966)
- The Good, the Bad and the Ugly (1966) - Sentenza/Angel Eyes
- I giorni dell'ira (1967) - Frank Talby
- Death Rides a Horse (1967) - Ryan
- Al di là della legge (1968) (Beyond the law)met Bud Spencer - Billy Joe Cudlip
- Commandos (1968) - MSgt. Sullivan
- Sabata (1969) - Sabata
- El condor (1970) - Jaroo
- Barquero (1970) - Travis (ferryman)
- Return of Sabata (1971) - Sabata/Major
- Captain Apache (1971) - Capt. Apache
- Bad Man's River (1971) - Roy King
- The Magnificent Seven Ride! (1972) - Marshal Chris Adams
- Il grande duello (1972) - Sheriff Clayton
- Dio, sei proprio un padreterno! (1973) - Frankie Diomede
- El kárate, el Colt y el impostor (1974) - Dakota
- Take a Hard Ride (1975) - Kiefer
- Diamante Lobo (1976) - Father John/Lewis
- Kid Vengeance (1977) - McClain
- Nowhere to Hide (Televisiefilm, 1977) - Ike Scanlon
- Quel pomeriggio maledetto (1977) - Harry Chapman
- The Squeeze (1978) - Chris Gretchko/Ray Sloan
- The Hard Way (Televisiefilm, 1979) - McNeal
- The Octagon (1980) - McCarn
- Escape from New York (1981) - Police Commissioner Bob Hauk
- Goma-2 (1984) - Maitre Julot
- The Master Televisieserie - John Peter McAllister (5 afl., 1984)
- Geheimcode: Wildgänse (1984) - China
- Armed Response (1986) - Burt Roth
- Der Commander (1988) - Col. Mazzarini
- Speed Zone! (1989) - Rock-Skipping Grandfather
- Thieves of Fortune (1990) - Sergio Danielo Christophero